# Hymenophyllum revolutum
Hymenophyllum revolutum är en hinnbräkenväxtart som beskrevs av Col. Hymenophyllum revolutum ingår i släktet Hymenophyllum och familjen Hymenophyllaceae. Inga underarter finns listade.